# Oroszkánya
Oroszkánya (szlovákul: Ruská Kajňa) község Szlovákiában, az Eperjesi kerület Homonnai járásában.

## Fekvése
Mezőlaborctól 27 km-re délnyugatra, az Olyka-patak partján fekszik.

## Története
1582-ben említik először.
A 18. század végén Vályi András így ír róla: „Orosz Kajna. Tót és orosz falu Zemplén Várm. földes Ura G. Barkóczy Uraság, lakosai katolikusok, és ó hitűek, fekszik nap kel. Hrubóhoz 1, dél. Poroszlóhoz 1 1/2, Porubkához 2, ész. Sztropko Olykához 1 1/2 órányira, határja hegyes, völgyes, két nyomásbéli, zabot teremnek, erdőjök vagyon.”
Fényes Elek 1851-ben kiadott geográfiai szótárában így ír a faluról: „Kajna (Orosz-), orosz falu, Zemplén vgyében, Hrubóhoz 1 órányira: 168 gör. kath. lak., 376 hold szántófölddel. F. u. gr. Barkóczy. Ut. p. Komarnyik.”
Borovszky Samu monográfiasorozatának Zemplén vármegyét tárgyaló része szerint: „Oroszkánya, előbb Orosz-Kajnya, ruthén kisközség az Olyka völgyében, mindössze 23 házzal és 148 gör. kath. lakossal. Postája Homonnaolyka, távírója és vasúti állomása Radvány. A sztropkói uradalomhoz tartozott s előbb a Pethők, később a Barkóczyak lettek az urai. Most is a Barkóczy-féle hitbizományhoz tartozik. Görög katholikus temploma 1800-ban épült.”
1920 előtt Zemplén vármegye Mezőlaborci járásához tartozott.

## Népessége
| Év:            | 1994. | 2004.    | 2014.    | 2024.   |
| -------------- | ----- | -------- | -------- | ------- |
| Emberek száma: | 169   | 134      | 111      | 100     |
| Eltérés:       |       | -20,71 % | -17,16 % | -9,90 % |

| Év:            | 2023. | 2024.   |
| -------------- | ----- | ------- |
| Emberek száma: | 101   | 100     |
| Eltérés:       |       | -0,99 % |

1910-ben 175, túlnyomórészt ruszin lakosa volt.
2001-ben 150 lakosából 116 szlovák és 34 ruszin volt.
2011-ben 111 lakosából 74 szlovák és 32 ruszin.